# Putuo Zongcheng

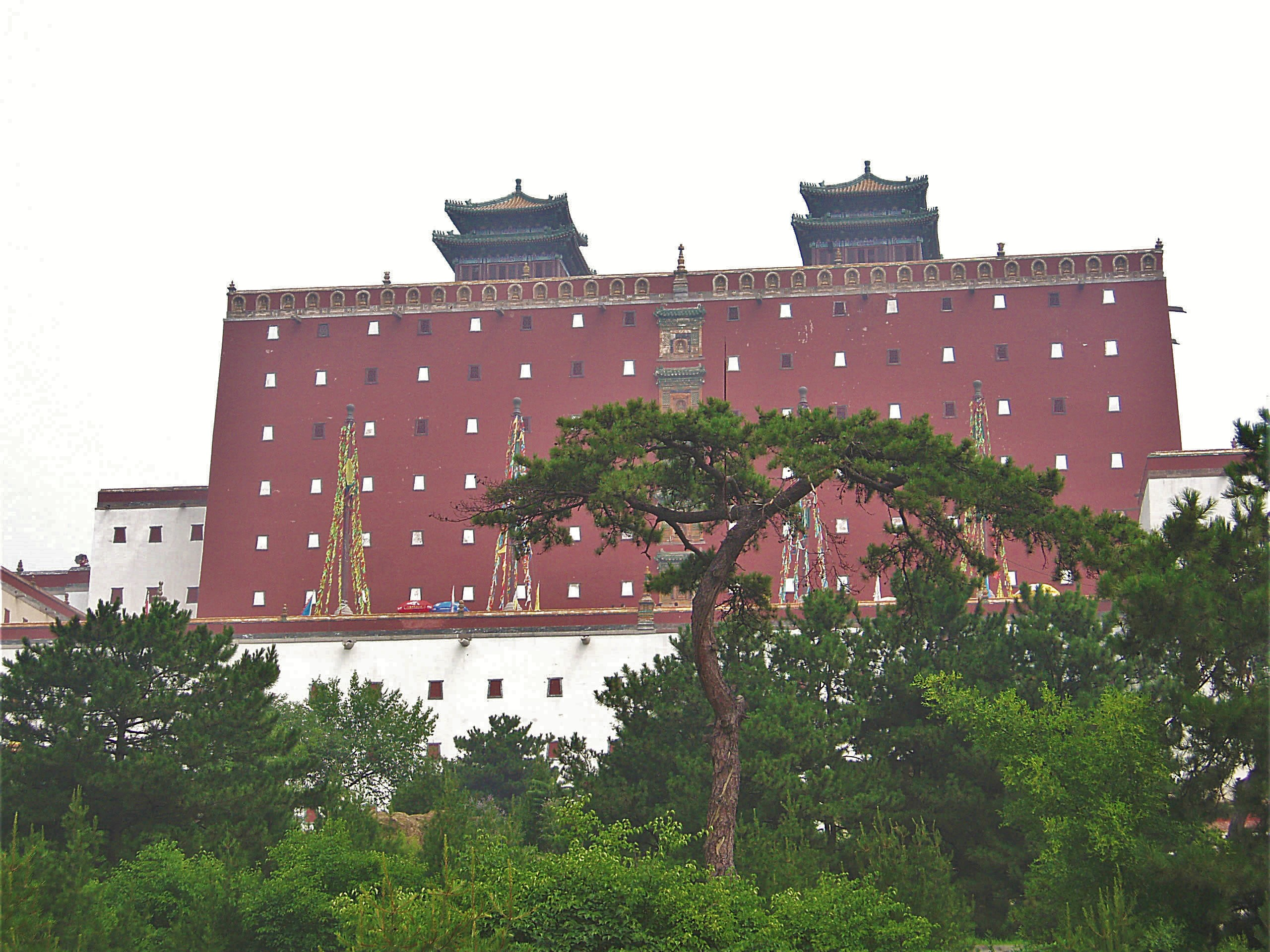
Putuo Zongcheng tempel uit de 18e eeuw

De Putuo Zongcheng tempel is een Tibetaans-boeddhistisch tempelcomplex in Chengde, Hebei, China.
Het werd gebouwd tussen 1767 en 1771 tijdens het bewind van keizer Qianlong (1735-1796) van de Qing-dynastie. Het ligt vlak bij het Zomerpaleis van de keizer en is een van de acht buitentempels van Chengde. De tempel is vormgegeven naar het voorbeeld van het Potala in Lhasa, dat een eeuw ouder is. Aan dit gebouw heeft het ook zijn bijnaam 'het kleine Potala' te danken.
De tempel is sinds 1994 onderdeel van de Bergresidentie en afgelegen tempels van Chengde op de UNESCO Werelderfgoedlijst.